# ديفيد فاسكيز
ديفيد فاسكيز (بالإسبانية: David Vázquez Bardera) هو لاعب كرة قدم إسباني في مركز الوسط، ولد في 21 مارس 1986 في مدريد في إسبانيا. لعب مع ريال مدريد ج وريال مدريد كاستيا ونادي مليلية ونادي هويسكا.

## وصلات خارجية
- ديفيد فاسكيز على موقع قاعدة بيانات كرة القدم.إي يو (الإنجليزية)
- ديفيد فاسكيز على موقع Soccerway.com (الإنجليزية)